# جک سالیوان (ورزشکار)
جک سالیوان (انگلیسی: Jack Sullivan؛ ۲۹ اوت ۱۸۷۰ – نامعلوم) بازیکن لاکراس اهل ایالات متحده آمریکا بود.